# Poduzetništvo
Poduzetništvo je gospodarska aktivnost pojedinca ili više partnera da uz određeno ulaganje kapitala i preuzimanje rizika uz neizvjesnosti uđe u poslovni pothvat s ciljem stvaranja profita. To je način gospodarskog djelovanja u kojem poduzetnik odlučuje što, kako i za koga stvoriti i na tržištu realizirati ulazeći u poduzetnički pothvat na svoj trošak i rizik s ciljem stjecanja dobiti.
Poduzetništvo je temelj razvoja boljeg društva i podrazumjeva jednako društveno i privatno poduzetništvo. Poduzetništvo zahtjeva znanje, istraživanje, vještine, hrabrost i umrežavanje.
Bit poduzetništva je u nemiru, stalnom traženju novih ideja, maštovitosti u pronalaženju novih mogućnosti u poslovanju, pouzdanoj intuiciji i procjeni.

Društveno poduzetništvo za razliku od privatnog poduzetništva nema cilj uvećanje profita, već stvaranje društvenih vrijednosti uključujući i pomaganje onim skupinama u društvu koji su u riziku od društvene isključenosti. Škole, bolnice, internet, rasvjeta, prometnice, mostovi, wikipedija, rezultati su društvenih poduzetnika. Vrijednosti društvenog poduzetništva u potpunosti se razlikuju od vrijednosti koje je sa sobom donijelo neoliberalno razdoblje gospodarstva. Poduzetničke aktivnosti društvene ekonomije temeljene na solidarnosti i povjerenju, te društvenoj pravdi ključne su za ovu vrstu aktivnosti. 

## Poveznice
- Poduzetnik